# Odó I de la Roche
Odó de la Roche o Otó de la Roche, (?-mort abans del 1234) fou un noble de la Borgonya, procedent de la família que eren senyors del castell de La Roche-sur-l'Ognon. Es va unir a la crida per la Quarta Croada i fou el primer duc d'Atenes; el 1211 va conquerir Tebes i la rodalia, que va afegir al seu ducat.

## Participació en la conquesta romana d'Orient
Odó era fill de Pons II de la Roche, senyor del castell de La Roche, a Rigney, que pertanyia al Comtat de Borgonya.
Odó va participar en la Quarta Croada, que va durar entre 1202 i el 1204 i que, en lloc d'anar a salvar Terra Santa, va atacar un estat cristià, l'Imperi Romà d'Orient. Godofreu I de Villehardouin l'esmenta en la seva narració Conquête de Constantinople, en la qual apareix com un dels principals cavallers del 6è cos de cavalleria de l'exèrcit croat. Otó va estar al capdavant dels borgonyons davant les muralles de Constantinoble el 1203.
Els croats van conquerir Constantinoble el 12 d'abril del 1204, i van començar a apoderar-se de tot l'Imperi Romà d'Orient sota el comandament de Balduí IX de Flandes, que va ser escollit primer emperador llatí el 9 de maig.
La distribució del territori que cada líder croat havia de conquerir va ser motiu de conflictes, fins al punt que a l'agost Bonifaci de Montferrat va posar setge a Adrianòpolis, una ciutat que acabava de conquerir l'emperador Balduí. Per tal d'arribar a una entesa, altres comandaments croats van iniciar negociacions amb Bonifaci. Villehardouin va escriure que Otó de la Roche era un dels consellers en cap de les negociacions que van planificar les següents conquestes i el seu repartiment.
Finalment es va arribar a un acord l'octubre del 1204. Les reclamacions de Bonifaci de Montferrat sobre les regions occidentals van ser acceptades. A partir de llavors va començar a conquerir Tessàlia, Beòcia i Àtica, que després va confiar en feu als seus cavallers. Otó va estar lluitant en les campanyes de Bonifaci, el qual li va confiar els territoris de l'Àtica i li va donar el títol de megaskyr (μεγασκύρ, «gran senyor»). És possible que Otó també rebés Tebes, però Jean Longnon creu que Bonifaci va lliurar Tebes a Albertino i Rolandino de Canossa.

## Duc d'Atenes
No se sap en quin moment Odó va passar de dir-se megaskyr a ser duc. Segons la Crònica de Morea, el títol de duc d'Atenes el va donar per primera vegada el rei Lluís IX de França, vers el 1259, al seu successor Guy I de la Roche. El títol apareix en alguns documents anteriors al 1260, inclosa una carta del papa Innocenci III, datada el juliol del 1208, que es refereix a Otó com a dux, tanmateix en la majoria de la correspondència papal es va fer servir amb preferència el tractament de senyor.
Durant el govern d'Odó en el ducat, es va fortificar l'acròpolis d'Atenes. Segons Antoine Bon, Otó va fer edificar una torre quadrangular a l'entrada principal de la ciutadella. Sembla que Otó va donar suport a la introducció de la fe catòlica en els seus dominis. El papa Innocenci III va confirmar el 27 de novembre del 1206 Berard, el primer arquebisbe catòlic d'Atenes, en substitució del seu predecessor ortodox Miquel Coniata. Odó també va mantenir relacions epistolars amb l'abat cistercenc Bellevaux, de Borgonya. Vers el 1207 un grup de monjos, enviats per Bellevaux,es van establir al monestir de Dafni, dins dels dominis d'Odó; allà hi ha un pòrtic, construït a l'estil de la Borgonya, que evoca l'estada d'aquests monjos.
A la tardor del 1206, Odó va negociar en nom de Bonifaci un matrimoni entre la filla d'aquest i l'emperador Enric. Després de la mort de Bonifaci el setembre del 1207, es considera —encara que sense referència formal— que Odó va esdevenir vassall de l'emperador Enric, ja fos a partir del 1209 o amb la caiguda del Regne de Tessalònica el 1224. Molts dels antics vassalls de Bonifaci van començar a conspirar contra l'emperador Enric però Odó es va mantenir fidel, fet que podria haver-li causat la pèrdua de Tebes a favor d'Albertino de Canossa, si és que mai va ser possessió d'Odó.

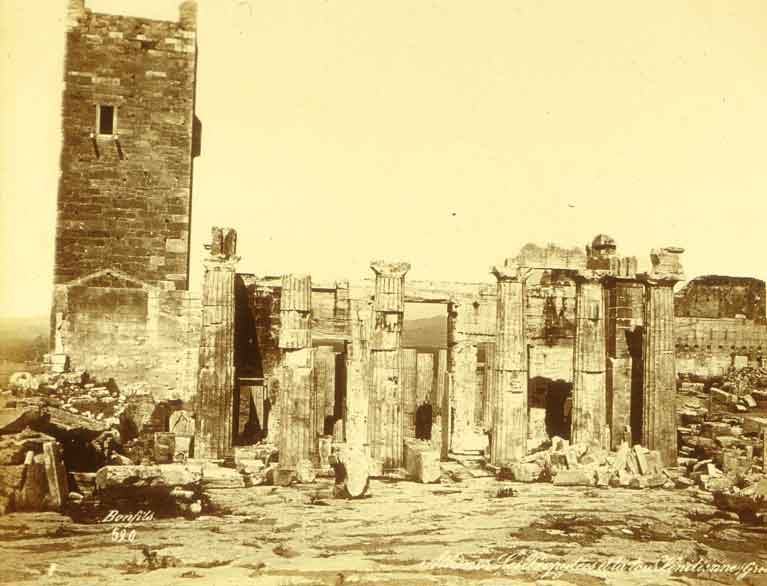
Foto de la Torre franca d'Atenes, construïda en època d'Odó, que va ser destruïda el 1875.

A finals del 1208 Odó es va casar amb una dama anomenada Isabelle de Ray. En aquesta època va tenir el primer conflicte amb l'Església: va forçar l'arquebisbe Berard a renunciar al dret de nomenar el tresorer de la catedral d'Atenes i el papa Innocenci III va autoritzar l'arquebisbe de Làrissa a investigar el cas.
L'emperador Enric va convocar les dues primeres corts a Ravennika i Odó hi va acudir a començaments del 1209 per demostrar la seva lleialtat. L'emperador va prendre Tebes a Albertino de Canossa el 8 de maig i va visitar Atenes, on Odó el va rebre amb gran respecte. Així i tot, l'historiador Jean Longnon afirma que Odó mai va reconèixer Enric com a el seu superior directe i es va mantenir lleial al successor de Bonifaci de Montferrat, el rei Demetri de Tessalònica fins a la fi del Regne de Tessalònica el 1224. De la mateixa manera tampoc és segur si Odó va rebre Tebes de l'emperador l'any 1209, o si aquesta ciutat no li va ser conferida fins al 1211.

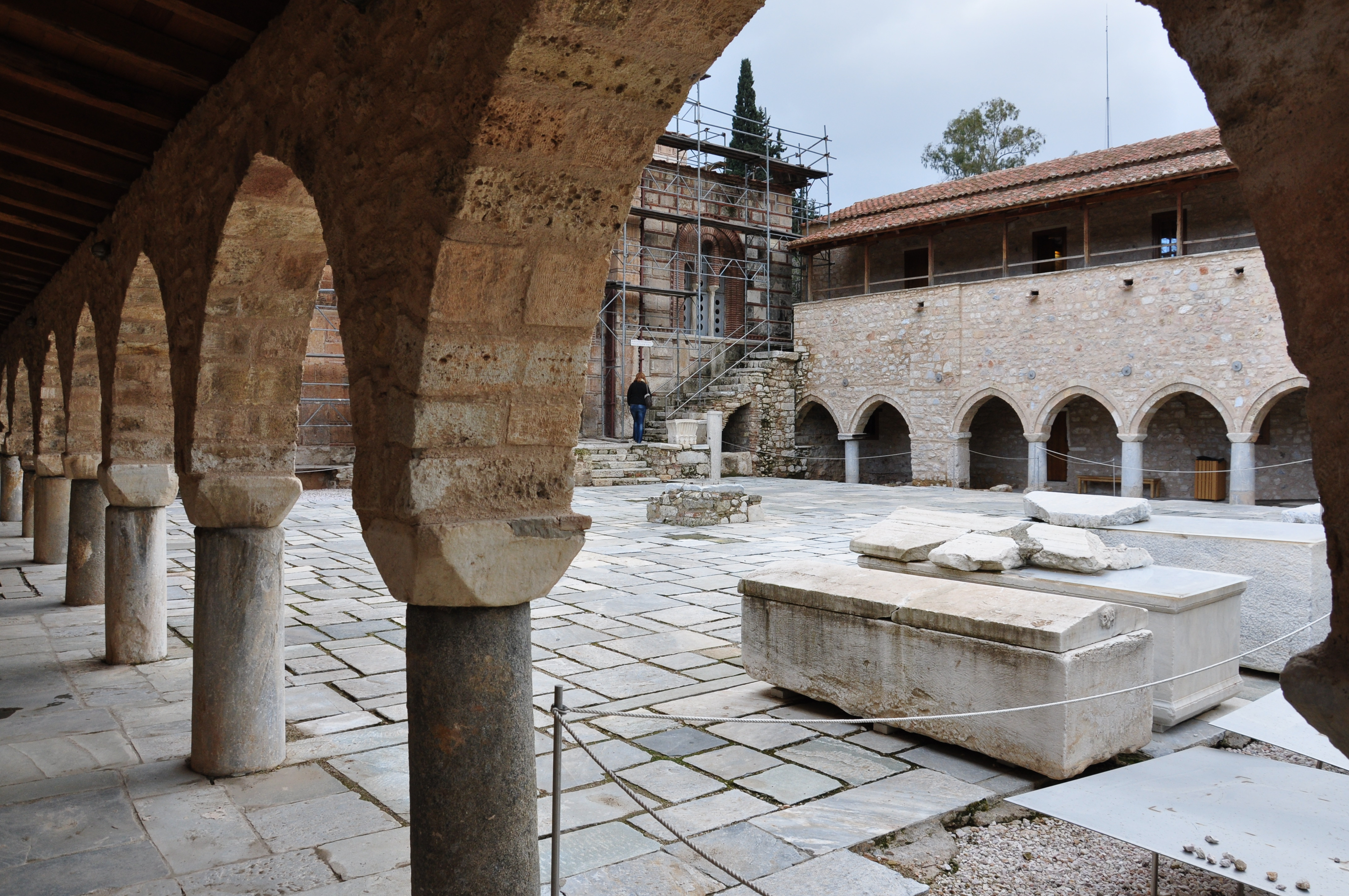
Claustre del monestir de Dafni, on els monjos cistecencs acollits per Odó, s'hi van establir.

El 2 de maig del 1210, en la segona reunió de corts a Ravennika, Odó va ratificar el pacte entre l'Església i l'estat signant com "Otdó de la Roche, senyor d'Atenes" (Otto de Roccha, dominus Athenarum). Tanmateix, això no va poder evitar que l'acusessin de tractar els sacerdots grecs com a serfs, ja que molts d'ells havien estat antics serfs que havien passat a l'estatus de clergues per prelats grecs que desitjaven alleugerir de la pesada obligació que suposaven els corvees imposats pels francs a la població local.
Amb Jofre I d'Acaia, Odó va participar en diverses campanyes militars per consolidar el domini sobre territori central. Junts van ocupar l'Acrocorint (1210), Argos i Nàuplia (1212). En compensació va rebre dos senyorius a l'Argòlida: Argos i Nàuplia, i Damala. A més va adquirir els drets comercials de Corint. La ciutat de Tebes va passar a ser la capital i el centre econòmic els dominis d'Odó, on el negoci de la seda era molt pròsper. Atenes però, va continuar sent la seva residència.
Entre el 1208 i el 1213 va haver una contínua correspondència entre el papa Innocenci i Odó perquè el clergat catòlic de l'Àtica enviava freqüents queixes sobre Odó. El 1214 va donar el castell de Livadeia al papa i el li va retornar com a feu a canvi del pagament d'un tribut anual. Entre els anys 1217 i 1225 va mantenir correspondència entre el papa Honori III. Aquest el va excomunicar en resposta als greuges contra el clergat atenenc. Vers el 1223, Odó va arribar a una entesa amb el papa amb la qual retornava terres a l'Església, però es comprometia a mantenir els edificis eclesiàstics a canvi d'una indemnització anual. També es va establir una quota, proporcional al nombre d'habitants de cada comunitat, i en relació als sacerdots per parròquia.
El 1217 i 1221 va atorgar a Bellevaux el dret de pesca en els dominis dels de La Roche i dels Ray en determinades dates de l'any.
El darrer document que l'esmenta viu i present a Grècia data del febrer del 1225. Segons els historiadors Du Cange, Buchon i Hopf, Odó va tornar a França (cada autor dona dates diferents); això no obstant no s'ha trobat cap document que ho confirmi i Kiesewetter considera com a més possible que es quedés a Grècia fins a la fi dels seus dies. El seu successor al ducat d'Atenes va ser Guy I de la Roche, que antigament es pensava que era nebot seu i ara se sap que era el seu fill.
Segons una tradició local, de retorn a la seva pàtria va residir al castell de Ray durant un temps i després es va retirar a l'abadia cistercenca de Bellevaux propera a Rigney, fundada pel seu besavi i en la qual estaria sepultat.
La data de la seva mort és desconeguda, però és esmentat com a difunt en una acta datada l'any 1234 o el 1235..
Hi va haver una pedra funerària, al segle xix, a l'església de Seveux que actualment es conserva a la de Vereux, que li va ser atribuïda, però que actualment és considerada com la del seu fill o del seu net, que portaven el mateix nom.

## Matrimoni i descendència
Otó es va casar amb la seva cosina Isabelle; generalment se la descriu com la filla de Guy, senyor de Ray-sur-Saône, a la Borgonya,però segons Longnon era la filla de Clarembaud IV de Chappes, un senyor de la Xampanya.
Van tenir almenys tres fills:
- Odó V de la Roche, que va rbre el senyorius de Ray et d'Argos-Nauplie
- Guy I de La Roche, que va heretar el senyoriu de la Roche, mentre que alguns autors diuen que el ducat d'Atenes el va heretar un nebot també anomenat Guy.[37][26]Longnon ha desmentit aquesta afirmació basat en un edicte en el qual "Odó de Ray, fill d'Odó de la Roche, presenta el ducat de Guy com a germà seu", cosa que voldria dir que Guy era el fill d'Odó i no el seu nebot.[30]
- Bonne, que es va casar amb Demetri de Montferrat i en segones núpcies vers el 1220 amb Bela de Saint-Omer; va heretar la meitat del senyoriu de Tebes.

Mentre que la major part dels membre de la família de la Roche van viure al Comtat de Borgonya, alguns es van establir a Atenes,per exemple, un besnet anomenat, Walter, va ser membre del Capítol del Partenon el 1292.[22]